# Edwin Mena
Edwin Mena (* 23. August 1958) ist ein ehemaliger ecuadorianischer Radrennfahrer.

## Sportliche Laufbahn
Mena war Teilnehmer der Olympischen Sommerspiele 1980 in Moskau. Dort startete er im Bahnradsport. In der Mannschaftsverfolgung kam er mit Esteban Espinoza, Jhon Jarrín und Juan Palacios auf den 13. Platz. Das Team wurde damit Letzter des Wettbewerbs.